# Jakob Akersloot
Jakob Akersloot (zm. 1727) – holenderskim urzędnik, sekretarz Haarlemu w latach 1684–1695; pensjonariusz Haarlemu w latach 1695–1716. Od roku 1716 do swej śmierci był radcą dworu Holandii.
Miał trzech synów:
- Jakob Akersloot Młodszy (1682-1711)
- Abraham Akersloot (1687-1748)
- Paulus Akersloot